# Regeneração (Piauí)
Regeneração é um município brasileiro do Estado do Piauí. Localiza-se a uma latitude 06º14'16" sul e a uma longitude 42º41'18" oeste, estando a uma altitude de 164 metros. Sua população estimada em 2018 foi de 17 978 habitantes.
Câmara municipal: Casa legislativa do município de Regeneração!

## História

### Origem
As origens do Município de Regeneração remontam à última fase de conquista portuguesa do território piauiense, quando são abatidas as últimas nações indígenas que o habitavam, logo depois de instalada a Capitania de São José do Piauí.
Foi em seu princípio um aldeamento indígena instalado em 26 de setembro de 1772, pelo Tte.-Cel. João do Rego Castelo Branco, depois de conquistar os Acoroás, também chamados Akroás, que desceram em número de 1237 indígenas.

### Primeiros contatos com os Acoroás
Segundo o historiador Reginaldo Miranda, atual presidente da Academia Piauiense de Letras, que bem estudou esse tema publicando diversas obras a respeito, no ano de 1771, o tenente-coronel João do Rego Castelo Branco, comandando uma tropa de cento e cinquenta homens, surpreende os índios Acoroás próximo ao rio Tocantins, aprisionando cento e quatro deles e celebrando a paz com o seu líder, Bruenque.
Em consequência, descem com o comandante militar perto de cem índios, “com promessa ajustada de irem buscar para abril do ano próximo futuro toda a gente de outra aldeia vizinha a que largaram, e trazer também desta o resto da gente, que em diversas malocas ficou dispersa pelo mato, para viverem todas na mesma Capitania do Piauí estabelecida, e aldeadas, cuja diligência já este ano não deu lugar o inverno a fazer-se pelo muito que tinha avançado por aqueles centros”, conforme noticia o governador Gonçalo Lourenço Botelho de Castro, em correspondência datada de 25 de novembro de 1771, ao Capitão General do Estado do Grão-Pará e Maranhão, a cuja jurisdição pertencia a Capitania de São José do Piauí.
“Desses presos” – continua o mesmo governador – “fiz separar logo que chegaram nesta cidade de Oeiras, os que podiam batizar-se, e repartir por alguns moradores, que melhor os pudessem dirigir e educar, mandando os adultos, cerca de setenta, para o Governo do Maranhão, para assim os pôr mais distantes das terras donde saíram, para melhor se conterem e civilizarem”.

### Fundação da aldeia ou missão de São Gonçalo de Amarante
Em face do compromisso ajustado, no mês de julho desse mesmo ano desciam para Oeiras mais de mil indígenas da mesma nação, que se juntam aos demais, fundando a aldeia ou missão de São Gonçalo de Amarante, sob a direção de João do Rego Castelo Branco.
Sobre esse episódio, em 15 de maio de 1773, escreveu o governador Gonçalo de Castro: “Com a maior urgência procurei logo aldeá-la na porção mais cômoda para a sua conservação; e nas cabeceiras do riacho do Mulato, junto a Boa Esperança, desta freguesia de Oeiras, descobriu o mesmo tenente-coronel algumas seis léguas excelentes para as roças, e mais víveres precisos desta gentilidade, e ali se deu princípio a uma nova Missão, que se denomina de São Gonçalo de Amarante, para a qual fiz vir do Maranhão um bom religioso para pároco, continuando em os dirigir dito tenente-coronel”.

### Missão religiosa
Em fevereiro de 1773, assume a direção religiosa da recém-criada missão de São Gonçalo de Amarante, hoje Regeneração, frei José da Silva Pinheiro, carmelitano, vindo do Maranhão. Entregue pelo governador, que a trouxera de Portugal, levou ele a imagem de São Gonçalo que ainda hoje existe na matriz de Regeneração.
Sucederam esse religioso à frente da Missão, padre João Paes Maciel de Carvalho(1778), frei José Antônio Ferreira Góis (carmelitano – janeiro a março de 1798) e padre Manuel Gomes Corrêa(1799).

### A fuga dos Acoroás
Todavia, em virtude de fome e maus-tratos, em 21 de janeiro de 1773, os indígenas se levantam em fuga para suas antigas moradas.
É que teriam de ser sustentados pela Real Fazenda, com o auxílio de alguns particulares até que colhessem os frutos de suas primeiras plantações. Todavia, como eram muitos e as despesas acentuadas, não as suportou a Real Fazenda, lançando-se, então, uma contribuição aos criadores das vilas de Parnaíba, Campo Maior e Marvão, hoje Castelo do Piauí. Mesmo assim, como as contribuições foram escassas, não minorando o sofrimento dos indígenas, esses batem em retirada.
E por ordem do governador, marcha contra eles o Ajudante Félix do Rego Castelo Branco, filho do tenente-coronel João do Rego, praticando contra os mesmos toda sorte de perversidade. A repressão foi violenta.
Então, retorna à aldeia o cacique Bruenque, que se encontrava no Maranhão em busca de parentes. E vendo a carnificina que se praticava contra seu povo vai até a cidade de Oeiras queixar-se ao governador. Não sendo atendido retorna à aldeia e na mesma noite de 2 de abril em chega, foge com os seus para as matas.
São duramente perseguidos, capturados e mortos em grandes proporções. Segundo o referido governador “os que permaneceram desta fuga, uns por não quererem seguir a resolução do Principal, e outros por se acharem em casa de alguns destes moradores, fazem o número de duzentas e duas almas dessa nação. Com esses, e com os mais que Deus permitir venham do mato, pretendo conservar esta Missão”.

### Prisão do cacique Bruenque
Conforme se disse, a rebelião teve início durante uma ausência de Bruenque, cacique dos Acoroás, que se encontrava no Maranhão em busca dos setenta parentes que para ali haviam sido remetidos no ano anterior, por errada política.
De regresso a S. Gonçalo e deparando-se com a situação incontrolável, dirige-se até Oeiras, em busca de uma intervenção do governador, fazendo cessar o vexame a que havia sido submetido seu povo pelo diretor da aldeia.
E como não foi bem recebido pelo mesmo, retorna à aldeia e na mesma noite em que chega lidera seu povo para a fuga. Não tinham armas, não queriam enfrentar as tropas do governo, apenas voltar para casa, sendo, porém, em sua maior parte trucidados. Porém, Bruenque foi preso. Sobre esse episódio escreveu o historiador Odilon Nunes: “Não sabemos até quando, mas pelo menos até fim de 1773, Bruenque e outros Acoroás continuavam presos em Oeiras e alguns eram ainda mantidos em troncos ou em pesados ferros”.
Infelizmente, o bravo cacique Bruenque foi condenado à pena de degredo para o Maranhão, não mais retornando ao seio de sua nação e falecendo tempos depois.

### Chegada dos Gueguês
Em 1778, deliberou a Junta de Governo do Piauí, que sucedeu o governador Gonçalo de Castro, sem ouvir os índios interessados, como mandava a lei, extinguir o aldeamento de S. João de Sende, da nação Gueguês, também chamados Guegueses ou Gurguéias, e transferi-los para S. Gonçalo de Amarante, onde as terras eram mais férteis. Também, havia vantagens administrativas: um só diretor, um só pároco e os Acoroás para os vigiarem, vez que eram inimigos. A reação não poderia ser outra: os Gueguês reagiram à transferência, perdurando esse imbróglio até janeiro de 1780, quando são massacrados.
Em janeiro de 1780, foram mortos seis indígenas que fugiram a caminho, sendo decapitados quatro e tendo as cabeças exibidas em postes no centro da aldeia de São Gonçalo. Em torno do episódio houve devassa, mas punição alguma sofreram os culpados. Toda a documentação pertinente foi publicada no livro Autos de devassa da morte dos índios Gueguês, de autoria do historiador e acadêmico Reginaldo Miranda.
De toda sorte, o aldeamento de S. João de Sende só foi definitivamente extinto em 1786, quando os últimos Gueguês foram levados para S. Gonçalo.
Por fim, os Acoroás ainda tentam uma última fuga em setembro de 1780, penetrando nos sertões de Parnaguá, em rumo de Goiás. A Junta, então, expediu escoltas sob o comando do tenente João Rodrigues Bezerra e do capitão Francisco Lopes de Sousa, que em vão rastejam a indiada que se esgueirou por atalhos e veredas. Mais tarde, o Ajudante Félix do Rego consegue encontrá-los, trazendo-os de volta à aldeia.
Em relatório de 1789 do capitão Francisco Lopes de Sousa, consta que em S. Gonçalo só havia 160 índios que estavam sempre a serviço de meia dúzia de indivíduos que os exploravam sem nenhum escrúpulo.

### Freguesia
É de 25 de setembro de 1801, a provisão autorizando o Bispo Diocesano do Maranhão a criar a freguesia de S. Gonçalo de Amarante. Esta é criada, de fato, em 12 de julho de 1805, por Dom Luiz de Brito Homem, sendo seu território desmembrado da freguesia de Oeiras.
Foi a mesma solenemente instalada em 1806, por seu primeiro pároco João José Leite Pereira de Castelo Branco que, de fato, vinha respondendo pela aldeia desde 1804. Sucederam esse vigário os padres Domingos Jorge(1816-1818 e 1823), Francisco Borges do Pinto(coadjutor, 1818), Miguel Joaquim Barbosa(1818-1822), Vicente da Silva Brabo(1843), João Vicente Pereira(1851) e José Marques da Rocha(1861), o último dessa fase, quando foi a freguesia mudada para a margem Amarante.

### As primeiras escolas
Em 11 de fevereiro de 1829, assume a presidência da Província, João José Guimarães e Silva, e um de seus primeiros atos foi criar quatorze escolas, sendo uma dessas na povoação de S. Gonçalo. Essa escola era para o sexo masculino e só entrou em funcionamento em 14 de fevereiro de 1835, data em que tomou posse o professor público de primeiras letras, José Joaquim de Azevedo. Em 1853, o mestre escola era João Vicente Pereira.
Porém, a escola de primeiras letras para o sexo feminino só foi criada em 15 de dezembro de 1847, extinta em 15 de maio de 1877 e restabelecida em 3 de junho de 1880.

### A criação da vila e município
Inspirada em resoluções do Conselho Geral da Província e da Assembleia Geral Legislativa, a Regência do Império em nome do Imperador, por Decreto de 6 de julho de 1832, erige em vila a povoação S. Gonçalo.
O território do novo Município foi desmembrado do termo de Oeiras, e teve por base o mesmo da paróquia, apenas com algumas modificações: cedeu a parte norte para o termo da vila do Poti e recebeu em compensação pequenas partes dos termos das vilas de Valença e Jerumenha, suas circunvizinhas.
Nessa oportunidade, foi criado também “os ofícios de juízes ordinários, tabeliães e mais oficiais de justiça, da mesma forma e maneira por que o foram os que existem nas outras vilas da província do Piauí”.
O município sofreu várias alterações na sua linha demarcatória, porém, em resumo pode-se dizer que o antigo Município de S. Gonçalo possuía praticamente os mesmos limites da atual microrregião do Médio-Parnaíba Piauiense.
Em face das dificuldades de comunicação e atendendo à burocracia legal, somente em 10 de novembro de 1833, teve lugar a instalação da vila, juramento e posse da câmara municipal, pelo presidente da Câmara Municipal de Oeiras, Justino José da Silva Moura, que deu posse aos novos vereadores, em número de sete: Tomé Mendes Vieira, Manoel Teixeira de Novaes, Antonio José de Siqueira, José Raimundo de Carvalho, José da Silva Brabo, Ângelo Gonçalves Mineu e José Silvano Vilarinho.
O Código de Posturas foi votado em sessão ordinária de 27 de novembro de 1833, possuindo 38 (trinta e oito) artigos.

### A comarca
A Comarca de São Gonçalo foi criada em 1841, pela Lei Provincial n.º 126, de 27 de setembro, compreendendo os termos das vilas de Jerumenha e Poti (hoje Teresina).
Foram titulares nesta antiga comarca de S. Gonçalo, os seguintes juízes: Dr. Antônio Borges Leal Castelo Branco, nomeado em 20 de setembro de 1848, foi também deputado provincial(1840-1847), deputado geral(1848-1849) e presidente da província de Pernambuco(1865), além de patrono da cadeira n.º 15 da Academia Piauiense de Letras; Dr. Inácio Francisco Silveira da Mota, depois agraciado com o título de Barão de Vila Franca, assumiu em 25.07.1849, depois foi presidente das províncias do Piauí(25.12.1849-19.06.1850), Ceará(16.11.1850-06.07.1851) e do Rio de Janeiro(1859-1861); Dr. Firmino de Sousa Martins(1850), depois deputado provincial(1846-1849) e desembargador na Relação da Bahia; Dr. Antônio de Sousa Mendes Júnior, de 1853 a 1857, depois iria ascender aos mais altos postos, culminando com o de ministro do Supremo Tribunal Federal; e, Dr. José Mariano Lustosa do Amaral, depois desembargador da Relação de Goiás.

### Capital provisória
Pela Lei Provincial n.º 174, de 23 de agosto de 1844, foi autorizado o presidente da província a edificar na margem piauiense do rio Parnaíba, entre a foz do rio Canindé e a do rio Mulato, então termo de S. Gonçalo, uma cidade com o nome de Regeneração a fim de ser nela instalado o governo provincial.
E para fugir da pressão oeirense, implementando o quanto antes essa medida é promulgada a Lei Provincial n.º 191, de 30 de agosto de 1845, que autoriza o governo provincial a proceder a mudança o quanto antes, devendo de imediato transferir as repartições públicas para a vila de São Gonçalo, hoje cidade de Regeneração, onde deveriam ficar até a edificação da nova cidade de Regeneração, à margem do rio Parnaíba. A vila de S. Gonçalo funcionaria como capital provisória, porém, nada foi feito, ficando essas leis como letra morta.
Todavia, quando da transferência da sede administrativa piauiense de Oeiras para Teresina, pelo presidente José Antônio Saraiva, a vila de S. Gonçalo foi Capital do Piauí por 24 (vinte e quatro) horas. Durante a transferência da Capital, Saraiva e sua comitiva, repousou em S. Gonçalo, hoje Regeneração, aí pernoitando, e chegando em Teresina a 14 (quatorze) de agosto de 1852.

### Transferência e extinção
Em 25 de outubro de 1850, o presidente da Província José Antonio Saraiva visita a vila de S. Gonçalo e defende a transferência da mesma para a margem do rio Parnaíba. Assim se expressa: “No dia 25 entrei na Vila de São Gonçalo e aí passei dois dias para visitar as escolas e mais estações públicas. Lamentando nessa vila a falta de uma Matriz, nomeei uma comissão a fim de promover donativos que ajudem a Província na construção de um templo tão necessário. Confio nesse meio porque por igual maneira se está edificando a Matriz da Vila de Parnaguá, e obtive eu dinheiro para consertar a Igreja desta Capital. Demorei, porém, essa obra porque tenciono pedir à Assembleia a mudança da Vila para a margem do rio Parnaíba, que passa a quatro léguas e, conseguintemente, a Matriz deverá ser lá edificada. Falando nisso, devo a V. Excia. dar as razões desse meu propósito. São Gonçalo é uma vila demasiadamente pequena; o valor de todas as suas propriedades não chega a sete contos de reis”.
Pela Resolução Provincial n.º 309, de 12 de setembro de 1851, foi autorizado o presidente da Província a transferir a vila de S. Gonçalo para um porto na margem do rio Parnaíba, confluência com o rio Mulato, onde ainda não existia nenhum povoado, conforme as recentes pesquisas do historiador Reginaldo Miranda.
Entretanto, pela Resolução Provincial n.º 376, de 17 de agosto de 1854, é revogada a resolução anterior antes que seus termos fossem executados e mantida a vila de S. Gonçalo em seu primitivo lugar.
Infelizmente, mais tarde foi promulgada a Lei Provincial n.º 506, de 10 de agosto de 1860, autorizando novamente a transferência da vila e freguesia para o porto, lugar Barra do Mulato, na margem do rio Parnaíba, onde então já existia um pequeno povoado, o que foi concretizado em 16 de julho de 1861, com a formalização da transferência e instalação da nova vila, conservando o mesmo nome de São Gonçalo.
E o lugar ficou conhecido por São Gonçalo Velho, tendo decaído bastante o seu progresso.

### Restauração eclesiástica e administrativa
A localidade lutou tenazmente por sua restauração, o que ocorreu na esfera eclesiástica com a promulgação da Resolução Provincial n.º 751, de 26 de agosto de 1871, sob o orago de São Gonçalo da Regeneração, desmembrando-a da anterior (São Gonçalo de Amarante), e com os seguintes limites: “Cerca de Pedra, na margem do Parnaíba, extrema da Fazenda Conceição com a das Araras, de onde seguirá para os sítios denominados Pé da Serra, de Tomé Mendes Vieira; Bananeira, de José Alves Teixeira; Maribondo, de Inácio Pereira de Araújo; Sangrador, de Raimundo José Nunes; Poço, de Joaquim Barbosa Sarmento; Águas Belas, de João Inácio de Almeida; e Serra Quebrada, na margem do rio Parnaíba, pertencendo estas moradas à nova freguesia”.
Essa nova freguesia foi canonicamente instituída por provisão de 15 de março de 1881, do Bispo do Maranhão Dom Antônio Cândido de Alvarenga, sendo dita provisão publicada em 3 de julho do mesmo ano. O primeiro vigário, cônego Carino Nonato da Silva, foi nomeado por provisão do mesmo Bispo, de 5 de janeiro de 1884, tomando posse em Amarante a 22 do mesmo mês, chegando a Regeneração no dia seguinte, quando assumiu o exercício, celebrando a primeira missa em 24 de janeiro de 1884.
A restauração administrativa somente ocorreu pela Resolução Provincial n.º 896, de 23 de junho de 1875, que novamente elevou a povoação de São Gonçalo à categoria de vila e município, desta feita com o nome de Regeneração, em alusão ao massacre contra os indígenas, e com os mesmos limites já estabelecidos para a paróquia. Todavia, a instalação oficial deu-se em 2 de dezembro de 1882, porém, a câmara municipal somente tomou posse em 10 de outubro de 1883, com os seguintes vereadores: Raimundo Gomes da Silva, Delfino José de Neiva, Antônio João Barbosa de Carvalho, Manoel do Rego Monteiro e João José Ramos.
Pela mesma resolução foi criado um distrito de paz e um tabelião público, judicial e notas, servindo também de escrivão do cível, crime e mais anexos. Porém, transcorreram mais de sete anos para a efetiva instalação do Município.
Em sessão de 26 de novembro, a Câmara Municipal adere à República “em cumprimento a ordem do governo provisório do Estado desta Província” e “por estar mais ou menos convencida que será a única que poderá, fazer a felicidade deste País”.

### Nova extinção e restauração do Município
Em 26 de junho de 1931, pelo Decreto n.º 1279, foi extinto o Município de Regeneração e seu termo anexado ao de Amarante na qualidade de distrito municipal, porém, com os mesmos limites anteriores e conservando a sua sede a categoria de vila.
Felizmente, pelo Decreto-Lei Estadual n.º 1519, de 15.02.1934, foi restaurada a autonomia administrativa do Município de Regeneração, “considerando que, pelo aumento de suas rendas e progresso material, desapareceram os motivos determinantes” de sua “supressão” e “tendo em vista o parecer do Prefeito Municipal de Amarante favorável à restituição da autonomia administrativa daquele distrito”, segundo consta no diploma legal.

### Elevação à categoria de cidade
A vila de Regeneração, que já possuía autonomia administrativa, foi elevada à categoria de cidade pelo Decreto-Lei Estadual n.º 52, de 29 de março de 1938 (publicado no Diário Oficial do Estado n.º 71, de quarta-feira, 30.03.1938), que alterou a divisão administrativa e judiciária do Estado. E a instalação oficial, juntamente com a fixação do novo quadro territorial, ocorreu em 1º de janeiro de 1939.
Por fim, a restauração da comarca somente se deu pelo Decreto-Lei n.º 1400, de 24 de janeiro de 1947, que criou a comarca de primeira entrância, situação que permanece até a atualidade.
Entretanto, a Lei n.º 5.204, de 07.08.2001, que alterou a organização judiciária do Estado, elevou a Comarca de Regeneração para segunda entrância, sendo a única dessa categoria com duas varas, porém essa medida ainda não foi efetivada.

## Política

### Lista de intendentes e prefeitos
| Relação dos Intendentes   | Eleito | Partido |
| Tito da Silva             | 1892   |         |
| Antônio Moreira Ramos     | 1896   |         |
| Raimundo Gomes da Silva   | 1900   |         |
| Raimundo José de Neiva    | 1904   |         |
| Raimundo José de Neiva    | 1908   |         |
| Raimundo José de Neiva    | 1912   |         |
| Joaquim Gomes da Silva    | 1916   |         |
| Benjamim do Rego Monteiro | 1917   |         |
| Raimundo de Carvalho Rios | 1920   |         |
| Benjamim do Rego Monteiro | 1924   |         |
| Benjamim do Rego Monteiro | 1928   |         |

| Prefeitos                         | Nomeação | Partido |
| Antônio Moreira Ramos Filho       | 1930     |         |
| Benedito José de Neiva            | 1931     |         |
| Francisco de Paula Teixeira Nunes | 1934     |         |
| Raimundo Gomes Monteiro           | 1938     |         |
| Hermes Teixeira Nunes             | 1938     |         |
| Francisco de Paula Teixeira Nunes | 1939     |         |
| Luiz Moreira Ramos                | 1945     |         |
| José Pessoa                       | 1946     |         |
| Ataliba Rubens de Vasconcelos     | 1947     |         |
| Abdon José de Santana             | 1948     |         |

| Prefeitos                         | Eleição | Partido |
| Raimundo Pereira de Vasconcelos   | 1948    | PSD     |
| Luiz Moreira Ramos                | 1950    | UDN     |
| Francisco de Paula Teixeira Nunes | 1954    | PSD     |
| Antônio Carlos Moreira Ramos      | 1958    | UDN     |
| Gonçalo Teixeira Nunes            | 1962    | PSD     |
| Augusto Carlos Teixeira Nunes     | 1966    | ARENA   |
| Benedito Moreira Ramos            | 1970    | ARENA   |
| Gonçalo Teixeira Nunes            | 1972    | ARENA   |
| Euclides Caminha da Cruz          | 1976    | ARENA   |
| Augusto Carlos Teixeira Nunes     | 1982    | PDS     |
| Francisco Edmilson Cavalcante     | 1988    | PFL     |
| José Moreira Ramos                | 1992    | PDS     |
| Eduardo Piauilino Mota            | 1996    | PPB     |
| Alfredo Alberto Leal Nunes        | 2000    | PTB     |
| Francisco Edmilson Cavalcante     | 2004    | PMN     |
| Eduardo Alves Carvalho            | 2008    | PTB     |
| Eduardo Alves Carvalho            | 2012    | PTB     |
| Hermes Teixeira Nunes Júnior      | 2016    | PR      |

- Fonte: Banco de Dados do Tribunal Regional Eleitoral do Piauí.[vago]